# Martín Muñoz de las Posadas
Martín Muñoz de las Posadas és un municipi de la província de Segòvia, a la comunitat autònoma de Castella i Lleó.